# Catri Gripenberg
Catri Mathilda Gripenberg, född 6 augusti 1884 i Lappvesi, död 3 september 1957 i Helsingfors, var en finlandssvensk författare, dotter till senatorn Johannes Gripenberg.

## Verk
- Det sista brevet. Lilius & Hertzberg, Helsingfors 1914.
- Den röda tråden. Schildt, Borgå 1916.
- En drömcykel. Schildt, Helsingfors 1920.